# New lines
New lines is het vijfde studioalbum van Machiavel. 

## Inleiding
Na de inleiding tot een muzikale koerswijziging met Urban games vertrok toetsenist Albert Letecheur. Dit bracht met zich mee dat alle progressieve invloeden verdwenen en er een muziekalbum kwam met new wave. Het album werd in juni en juli 1980 opgenomen in de Relight Studio in Hilvarenbeek. Nederlandse inbreng kwam van muziekproducent Dany Lademacher en geluidstechnicus Robin Freeman. Alhoewel de populariteit ook in Vlaanderen toenam, bleef het een voornamelijk Waalse aangelegenheid, terug te zien via de compact disc-uitgave uit 1994, verzorgd door het Franse Spalax.   
Lademacher zou meespelen tijdens Machiavels concert in Vorst Nationaal.  

## Musici
- Mario Guccio – zang en saxofoon
- Marc Ysaÿe – drumstel, drumcomputer, zang
- Roland De Greef – basgitaar, baspedalen, synthesizer, achtergrondzang
- Thierry Plas – gitaar, achtergrondzang

## Muziek
Alle composities van Machiavel

| Nr. | Titel                  | Duur |
| --- | ---------------------- | ---- |
| 1.  | Fly                    | 3:25 |
| 2.  | Lying world            | 2:48 |
| 3.  | Relax                  | 3:00 |
| 4.  | Champagne in Amsterdam | 4:02 |
| 5.  | Memories               | 3:50 |

| Nr. | Titel     | Duur |
| --- | --------- | ---- |
| 1.  | Turn off  | 3:45 |
| 2.  | A life    | 3:35 |
| 3.  | Playboy   | 3:35 |
| 4.  | So clear  | 3:25 |
| 5.  | Fade away | 4:38 |

De heruitgave op compact disc kreeg een vijftal bonustracks mee: Turn off (live, 8:17), Sai (Italiaanse versie van Fly, 3:28), Let it roll (9:25), Song for Poland (3:02) en Swindler (3:11). Een heruitgave uit 2010 kreeg nog meer bonustracks mee.
De single Fly haalde de 25e plaats in de voorloper van de Ultratop single top 50.